# Walter Offamilio
Walter bijgenaamd Offamilio of Protophamilius (Koninkrijk Sicilië, circa 1120 – Palermo, 1190) was staatsman en aartsbisschop van Palermo (1169-1190) tot zijn dood. Palermo was de hoofdstad van het koninkrijk Sicilië bestuurd door het Normandische koningshuis Hauteville. Walter was adviseur van koning Willem II van Sicilië, reeds vanaf diens kinderleeftijd. Walter en vicekanselier Matteo van Ajello vormden de twee steunpilaren van het koninkrijk, volgens Hugo Falcandus.

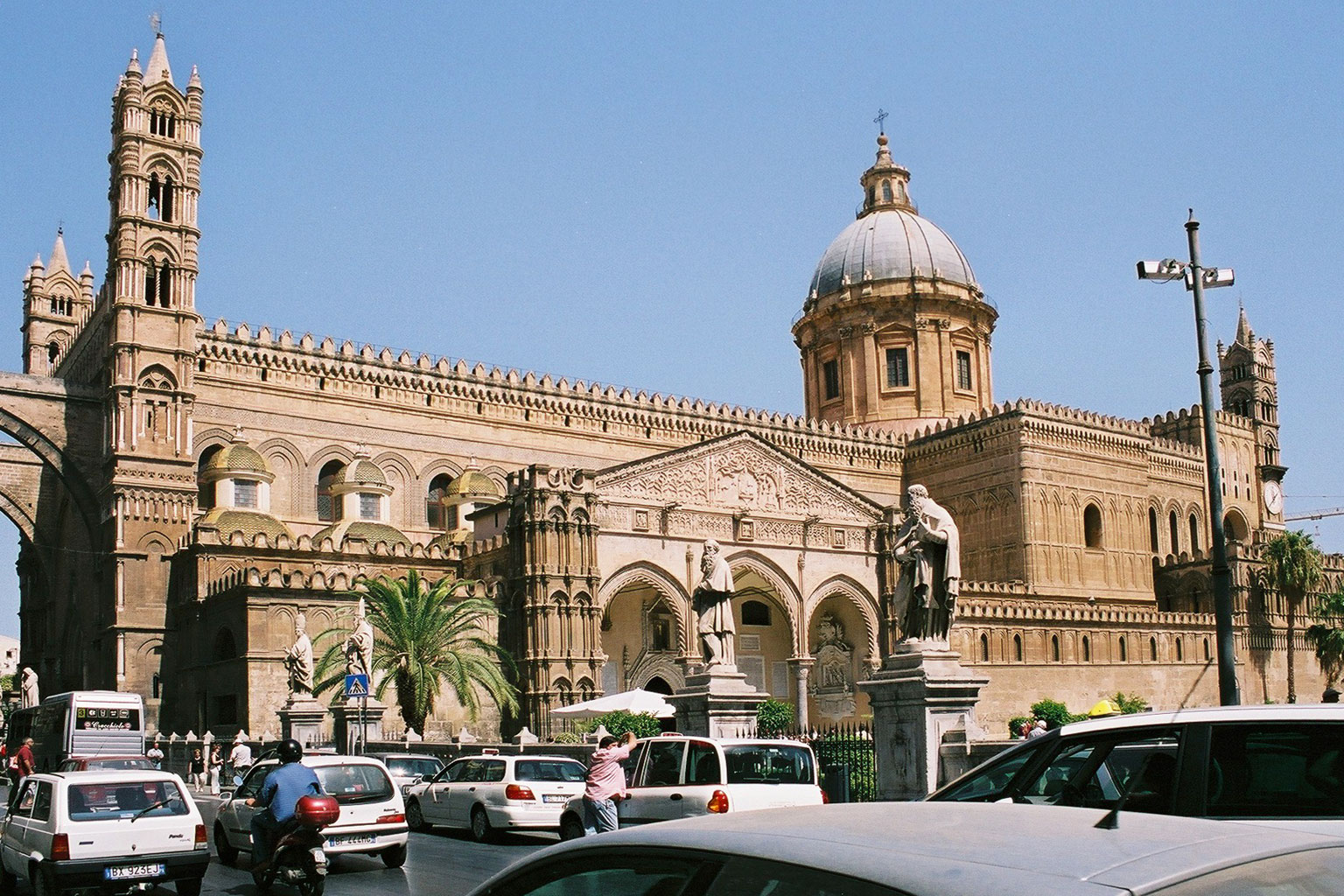
De door Offamilio herbouwde Kathedraal van Palermo, Sicilië

Walter liet de kathedraal van Palermo opbouwen na de aardbeving van 1169.

## Naam
Offamilio in het Italiaans was een bijnaam van hem afgeleid van het Grieks 'protofamiliarios'. De kanselarij van Sicilië was drietalig: niet alleen Latijn doch ook Grieks en Arabisch. De kanselarij gaf hem vermoedelijk deze bijnaam. Verkeerdelijk werd na zijn dood gedacht dat hij een Engelsman was en ‘Offamilio’ werd dan hertaald als ‘van de molen’. Er is evenwel geen relatie met een Engelse afkomst gedocumenteerd. Zijn naam in het kerklatijn is Gualterus Protophamilius.

## Levensloop

### Aartsdiaken van Cefalù
Peter van Blois, die na zijn verdrijving uit Sicilië een lage dunk had van Siciliaans-Normandische voormannen, schreef dat Walter van een ‘verachtelijke armoedige familie’ kwam; Peter dankte God voor de 'welwillendheid dat Hij zo iemand als Walter liet plaats nemen naast tronen van vorsten'.
Het eerste document over het jonge leven van Walter dateert van 1156. Walter was aartsdiaken van het Bisdom Cefalù. Vijf jaar later, in 1161, verscheen Walter aan het Koninklijk Hof van Palermo. Koning Willem I droeg hem op les te geven aan zijn zonen, onder meer aan de latere Willem II. Walter had letteren en filosofie gestudeerd. Walter deed dit vijf jaren, tot hij deze job moest overdragen aan de eerder vermelde Peter van Blois in 1166. 

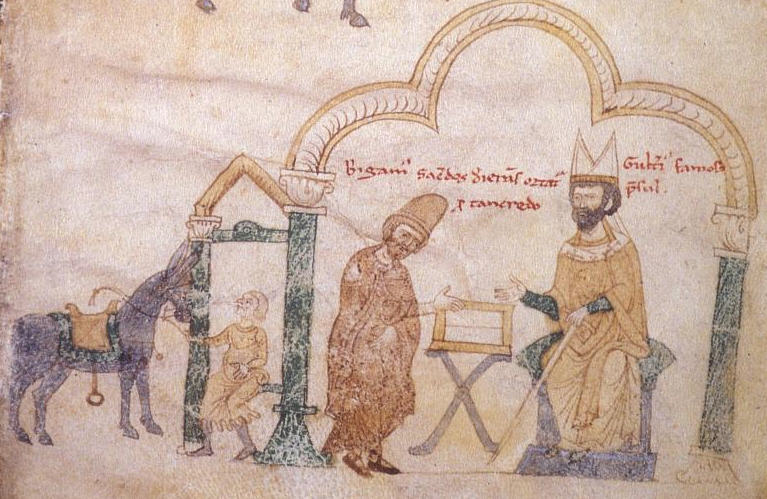
Walter Offamilio rechts (met mijter) en Matteo van Ajello links, bijgenaamd de bigamist

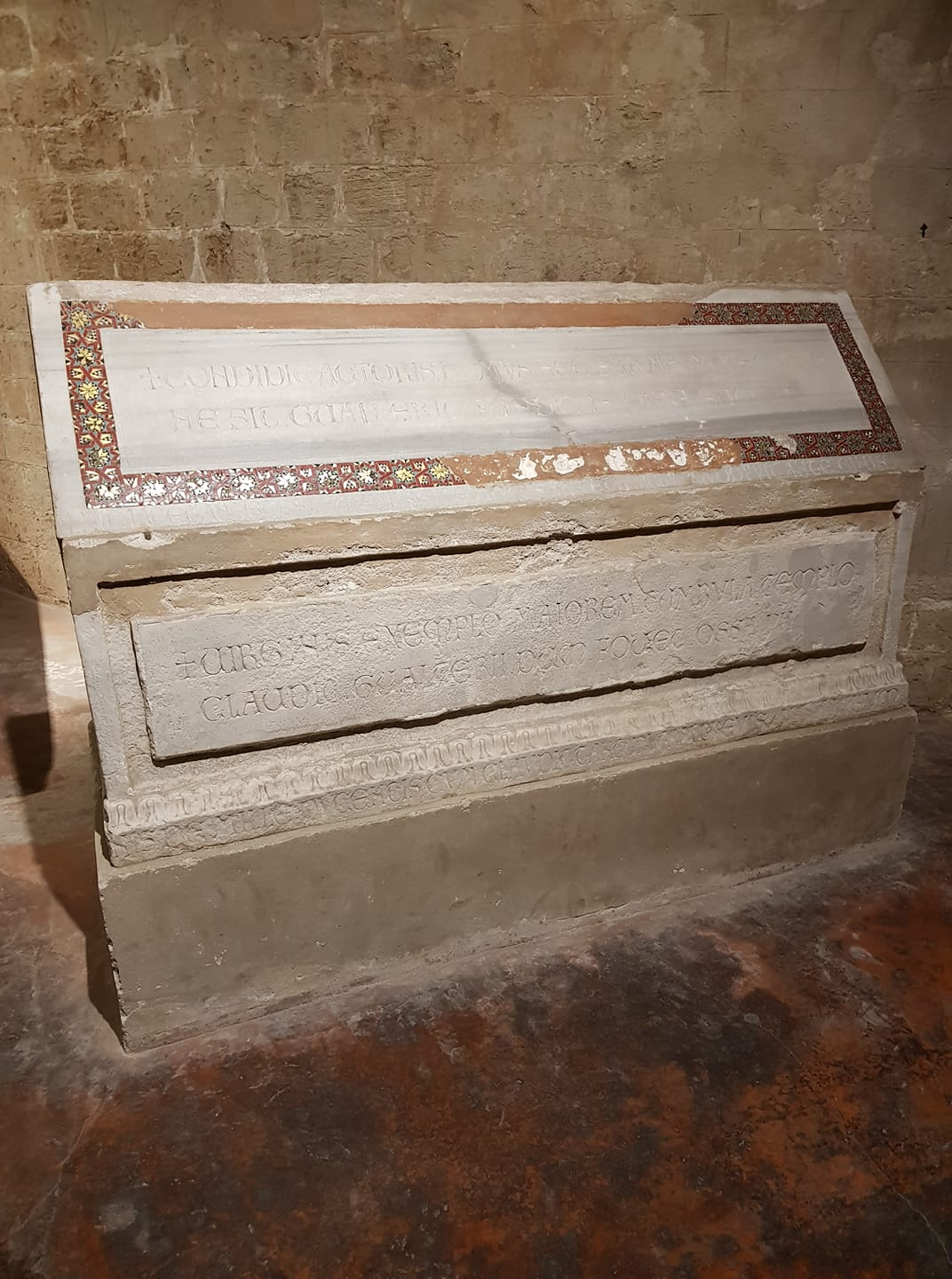
Graftombe van Walter in de kathedraal van Palermo

### Kanunnik in Palermo
Vanaf 1165 was Walter kanunnik aan de kathedraal van Palermo en vanaf 1167 kanunnik in de paleiskapel. Na de verdrijving van Etienne du Perche, aartsbisschop van Palermo, kanselier van Sicilië en vertrouweling van regentes Margaretha van Navarra in 1168 trad Walter toe tot de Kroonraad of Familiares Regis. De Kroonraad moest de minderjarige Willem II bijstaan. Walter bleef de rest van zijn leven adviseur van Willem II. Na het vertrek van Etienne du Perche bleef de vraag wie hem opvolgde als aartsbisschop van Palermo. Romualdus II Guarna, de invloedrijke aartsbisschop van Salerno was kandidaat. Doch hij keerde terug naar Salerno na tegenkanting van regentes Margaretha van Navarra. Walter liet zich verkiezen door het kapittel van de kathedraal, mogelijks door geweld (1168). Margaretha van Navarra wenste dat haar vertrouweling Etienne du Perche terugkeerde en dus blokkeerde zij elke verkiezing. Zij stuurde een geldsom naar paus Alexander III. Doch de kanunniken van Palermo stuurden ook donaties naar Rome.

### Aartsbisschop van Palermo
Paus Alexander III koos uiteindelijk voor Walter. In 1169 ontving Walter de bisschopswijding. Zowel zijn adviseurschap aan het Hof als zijn aartsbisschoppelijke troon betekenden voor Walter dat hij een politieke macht verwierf. Finaal moest hij de staatsmacht enkel nog delen met vicekanselier Matteo van Ajello. Over Walter werd geschreven dat hij niet alleen heerste over het paleis maar over het hele koninkrijk. Het Siciliaans bestuur steunde op twee zuilen: Matteo van Ajello en Walter. In 1171 organiseerde Walter een huwelijk tussen Willem II en Zura Maria, dochter van keizer Manuel I Komnenus van Byzantium. Dit huwelijk ging achteraf toch niet door. 
In 1177 organiseerde Walter, samen met andere bisschoppen zoals de Engelsman Richard Palmer het huwelijk tussen Willem II en Johanna Plantagenet, dochter van koning Hendrik II van Engeland.
Aartsbisschop Walter startte de wederopbouw van de kathedraal van Palermo. Door de aardbeving van 1169 was deze ingestort. Walter organiseerde zowel de afbraakwerken als de nieuwbouw. De stijl was Sicilisch-Normandisch. Daarnaast stichtte Walter de cisterciënzerabdij Santo Spirito in Palermo, waarvan hij de bouw financierde.
Doch zijn politiek gezag brokkelde af ten voordele van Matteo van Ajello. Zo moest Walter instemmen dat het bisdom Monreale zich uit zijn kerkprovincie afscheurde en een aartsbisdom werd (1183). De fractie aan het Hof achter Matteo van Ajello begunstigde het nieuwe aartsbisdom met koninklijke giften voor de kathedraal in Monreale, en dus niet voor de kathedraal van Palermo. Protest van Walter haalde niets uit. Toen Willem II Byzantium wou veroveren, was Walter tegen omwille van het roekeloos karakter ervan. De Siciliaanse vloot keerde na een korte overwinning in Thessaloniki onverrichter zake terug (1185). 
Walter voerde verder een politieke lijn die pro-Duits was: hij promootte het huwelijk tussen Constance van Sicilië met Hendrik VI, de toekomstige keizer van het Heilige Roomse Rijk. De politieke rivaliteit tussen hem en Matteo van Ajello ontvlamde want Matteo was pausgezind en niet keizersgezind. Politiek leed Walter een nederlaag toen na de dood van Willem II, de kandidaat van Matteo, Tancred koning van Sicilië werd. Op bevel van de paus kroonde Walter Tancred tot koning van Sicilië in de kathedraal van Palermo (1190).

## Graftombe
Na zijn dood (1190) volgde zijn broer Bartolomeo, bisschop van Agrigento sinds 1171, hem op in het aartsbisdom Palermo. Walter kreeg een sarcofaag in de kathedraal van Palermo. 